# حفلات الإيجار

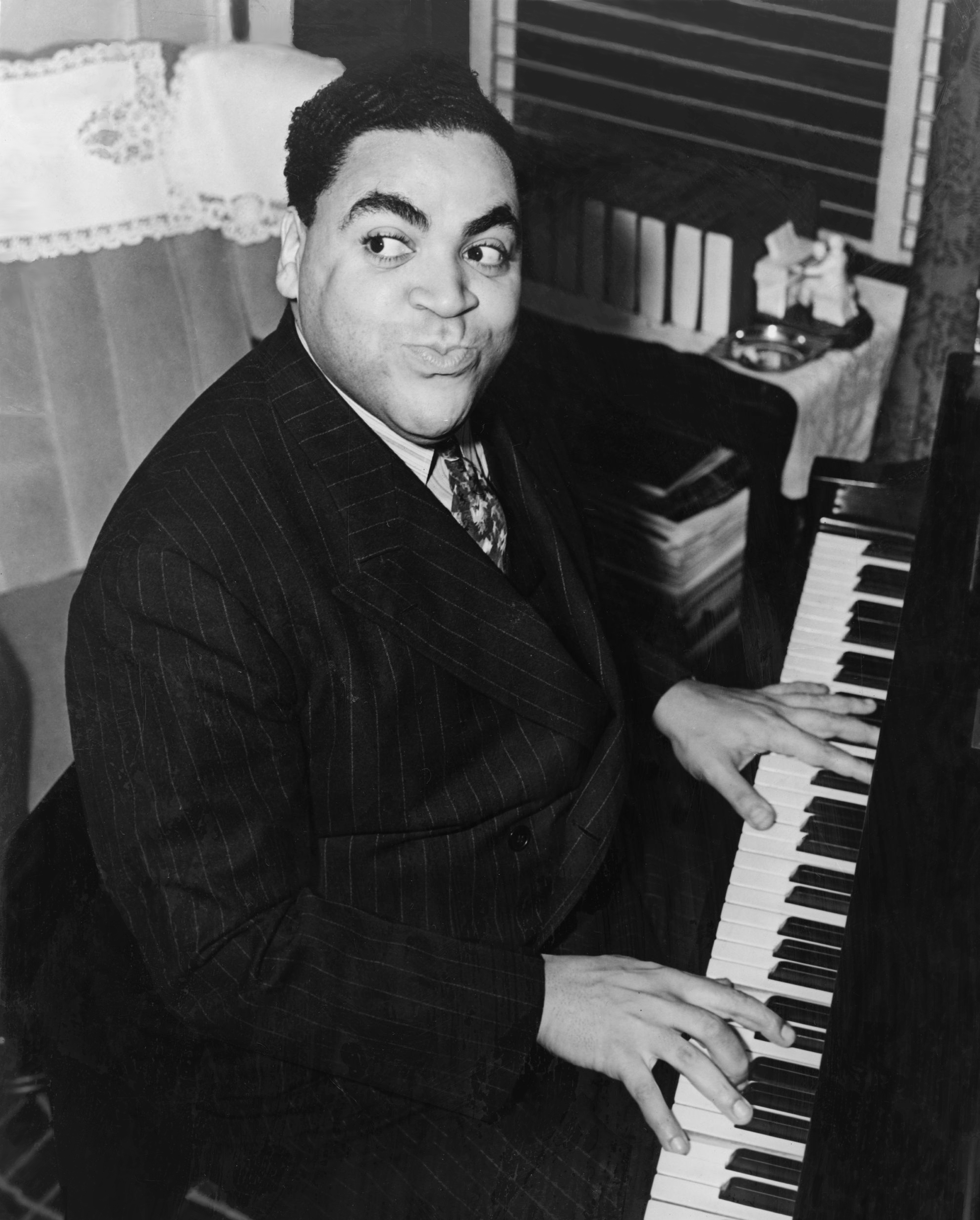

حفلة الإيجار (أو ما يسمى ب حفلة منزلية) هي مناسبة اجتماعية حيث يستأجر البعض موسيقى أو فرقة موسيقية، ويقومون بتمرير قبعة على الحضور لجمع الأموال لدفع إيجارهم. بدأت الحفلة في بدايات العشرين، كان لحفلات الإيجار دور رئيسي مهم في تطوير موسيقى الجاز ينص قاموس اكسفورد الإنجليزي على ان مصطلح «حفلة الإيجار» تدل على طابع غير رسمي، لذلك ارتبطت الحفلة بالموسيقى غير الرسمية وأصبح العديد من موسيقي الجاز منضمين وتابعين لحفلات الجاز مثل سبيكليد ريد، جيمس بي جونسون، ويلي «الأسد»، سميث وفاتس والر، بالإضافة إلى الفرق الموسيقية التي كانت تنضم لحفلات الإيجار وكانت إدارة أعمالها تعطي عروض خاصة لحفلات الإيجار
كانت حفلات الإيجار في كثير الاحيان موقع لما يسمى بمسابقات ومبارزات المقطوعات والتي كان يتبارز فيها عازفي البيانو والجاز وكانو يتناوبون على البيانو ويحاولون هزيمة بعضهم البعض.
سُميت جولة فرقة ستيلي دان لعام 2009 في الولايات المتحدة باسم جولة «حفلات الإيجار التاسعة»

## التاريخ
مع بداية الحرب العالمية الأولى عدد كبير من السكان الإفريقين الأمريكيين انتقلوا للشمال وكانت حفلات الإيجار مكانا لهم ليهربو من الحرب ولكنهم واجهو سعرا مرتفعا من الإيجار بسبب التمييز. لكن حفلات الإيجار كان لها دور مهم جدا في حل مشاكل تاريخية في القرن العشرين.
كان من المعتاد أن يتم احتجاز الأطراف المستأجرة سراً بسبب تهديد الشرطة على الأمريكيين الإفريقين وأيضاً بسبب وجودالكحول الذي كان غير قانوني بموجب الحظر. لذلك، غالباً ما يحمل الحضور بطاقات خاصة يمكن تسليمها إلى الأشخاص المناسبين للوصول إلى الحفلة. وكثيراً ما تقوم أطراف الإيجار بفرض رسوم للدخول وتزويدها بالكحول والطعام. وشملت عدة أطباق مثل الدجاج المقلي وسلطة البطاطا.